# Rhammatocerus brasiliensis
Rhammatocerus brasiliensis is een rechtvleugelig insect uit de familie veldsprinkhanen (Acrididae). De wetenschappelijke naam van deze soort is voor het eerst geldig gepubliceerd in 1904 door Bruner. Zoals de naam aangeeft, komt deze soort in Brazilië voor.